# I. e. 140
Évszázadok: i. e. 3. század – i. e. 2. század – i. e. 1. század
Évtizedek: i. e. 190-es évek – i. e. 180-as évek – i. e. 170-es évek – i. e. 160-as évek – i. e. 150-es évek – i. e. 140-es évek – i. e. 130-as évek – i. e. 120-as évek – i. e. 110-es évek – i. e. 100-as évek – i. e. 90-es évek
Évek: i. e. 145 – i. e. 144 – i. e. 143 – i. e. 142 –  i. e. 141 – i. e. 140 – i. e. 139 – i. e. 138 – i. e. 137 – i. e. 136 – i. e. 135

## Események

### Róma
- Quintus Servilius Caepiót és Caius Laelius Sapienst választják consulnak.
- Caepio consult Hispania ulterior provinciába küldik, ahol fivérét, Fabius Servilianust váltja fel. A békeszerződést megszegve rátámad a luzitánokra és elfoglalja Erisanát. A Viriathus vezette luzitánok visszavonulnak a carpetanusok földjére.
- Róma követséget küld a Földközi tenger keleti felén lévő államokba. A követség tagjai, Scipio Aemilianus, Spurius Mummius és Lucius Caecilius Metellus Calvus tárgyalnak Egyiptom, Ciprus, Szíria, Pergamon és Rodosz vezetőivel.

### Hellenisztikus birodalmak
- A pártusok elfoglalják a szeleukidáktól Szúzát.
- VIII. Ptolemaiosz egyiptomi fáraó feleségül veszi unokahúgát, III. Kleopátrát.

## Születések
- II. Tigranész örmény király
- Lucius Licinius Crassus, római politikus
- Quintus Mucius Scaevola Pontifex, római politikus

## Fordítás
- Ez a szócikk részben vagy egészben  a(z)   140 av. J.-C. című francia Wikipédia-szócikk ezen változatának fordításán alapul.  Az eredeti cikk szerkesztőit annak laptörténete sorolja fel. Ez a jelzés csupán a megfogalmazás eredetét és a szerzői jogokat jelzi, nem szolgál a cikkben szereplő információk forrásmegjelöléseként.